# Empis validis
Empis validis är en tvåvingeart som beskrevs av Adams 1905. Empis validis ingår i släktet Empis och familjen dansflugor.
Artens utbredningsområde är Zimbabwe. Inga underarter finns listade i Catalogue of Life.